# گابریل بیطار
گابریل بیطار (انگلیسی: Gabriel Bitar؛ زادهٔ ۲۳ اوت ۱۹۹۸) بازیکن فوتبال اهل لبنان-کانادا است.
وی همچنین در تیم ملی فوتبال لبنان بازی کرده‌است.